# Peyton List (színművész, 1998)
Peyton Roi List (Florida, 1998. április 6. –) amerikai színésznő és modell. 
2008-ban gyerekszínészként debütált a mozivásznon a 27 idegen igen című romantikus filmvígjátékban. 2011–2012 között Holly Hills szerepét alakította az Egy ropi naplója-filmsorozatban. 
2011-től 2015-ig Emma Rosst játszotta a Jessie című Disney Channel-sorozatban, majd annak Kikiwaka tábor című spi-offjában (2015–2018, 2021). Ezt követően a Könnyű, mint a pehely (2018) és a Cobra Kai (2021–) sorozatokkal vált ismertté. Feltűnt A gyilkos ház (2010) és a Csere (2016) című televíziós filmekben is,
További filmjei közé tartozik a 2010-ben bemutatott Emlékezz rám, A varázslótanonc és a Gyász, továbbá a Szerelem kölcsönbe (2011), A 7. törpe (2014), a Lány a völgyből (2020) és a Papírpókok (2020). 

## Gyermekkora
1998. április 6-án született Floridában. Van egy ikertestvére, Spencer és egy öccse, Phoenix, akik mindketten színészek. Peyton New Yorkban járt általános iskolába és Kaliforniában középiskolába, ahol 2016-ban érettségizett. 2011-ben a család New Yorkba, majd 2014-ben Los Angelesbe költözött.

## Pályafutása
Peyton önállóan és a testvérével is modellkedett már kicsi kora óta. 2009-ben az American Girl's címlapján szerepelt, 2011-ben pedig a Justice magazinnak modellkedett. List összesen több, mint 400 reklámban szerepelt különféle vállalatoknak.
Cameoszerepben volt látható Robert Pattinson mellett az Emlékezz rám című 2010-es filmben. Szintén ebben az évben még két újabb filmben szerepelhetett: A varázslótanonc és A gyilkos ház című művekben. Ezt követően Holly Hills-t alakította az Egy ropi naplója: Testvérháború (2011) és az Kutya egy idő (2012) című filmekben.
Egyik leghíresebb szerepét, Emma Rosst 2011-től 2015-ig alakította a Disney Channel Jessie című sorozatában. 2015. február 25-én jelentették be, hogy négy évad után a sorozat befejeződik és Peyton, Karan Brar és Skai Jackson egy spin-off sorozatban lesz majd látható, mely a Kikiwaka tábor címet kapta. A színésznő ebben 2021-ig szerepelt.

## Filmográfia

### Film
| Év   | Magyar cím                      | Eredeti cím                          | Szerep                                         | Magyar hang     |
| ---- | ------------------------------- | ------------------------------------ | ---------------------------------------------- | --------------- |
| 2004 | Pókember 2.                     | Spider-Man 2                         | kislány a lépcsőknél (stáblistán nem szerepel) |                 |
| 2008 | 27 idegen igen                  | 27 Dresses                           | Jane Nichols fiatalon                          | Pekár Adrienn   |
| 2009 | Egy boltkóros naplója           | Confessions of a Shopaholic          | kislány a cipőboltban                          |                 |
| 2010 |                                 | 3 Backyards                          | Emily                                          |                 |
| 2010 | Emlékezz rám                    | Remember Me                          | Samantha                                       |                 |
| 2010 | A varázslótanonc                | The Sorcerer's Apprentice            | Becky Barnes fiatalon                          |                 |
| 2010 | Gyász                           | Bereavement                          | Wendy Miller                                   |                 |
| 2011 | Egy ropi naplója: Testvérháború | Diary of a Wimpy Kid: Rodrick Rules  | Holly Hills                                    | Pekár Adrienn   |
| 2011 | Szerelem kölcsönbe              | Something Borrowed                   | Darcy Rhone fiatalon                           |                 |
| 2012 |                                 | The Trouble with Cali                | Cali Bluejones fiatalon                        |                 |
| 2012 | Kutya egy idő                   | Diary of a Wimpy Kid: Dog Days       | Holly Hills                                    | Pekár Adrienn   |
| 2014 | A 7. törpe                      | The Seventh Dwarf                    | Rose hercegnő (angol hangja)                   | Kovács Patrícia |
| 2016 | Csere                           | The Swap                             | Ellie O'Brien                                  | Pekár Adrienn   |
| 2016 |                                 | The Thinning                         | Laina Michaels                                 |                 |
| 2017 |                                 | The Outcasts                         | Mackenzie                                      |                 |
| 2018 |                                 | Anthem of a Teenage Prophet          | Faith                                          |                 |
| 2018 | Indulás                         | Then Came You                        | Ashley                                         | Rigler Renáta   |
| 2018 |                                 | The Thinning: New World Order        | Laina Michaels                                 |                 |
| 2019 | Batman: Hush                    | Batman: Hush                         | Barbara Gordon / Batgirl (hangja)              | Berkes Boglárka |
| 2020 | Lány a völgyből                 | Valley Girl                          | Courtney                                       |                 |
| 2020 | Papírpókok                      | Paper Spiders                        | Lacy                                           |                 |
| 2020 | Hubie, a halloween hőse         | Hubie Halloween                      | Peggy                                          | Csifó Dorina    |
| 2020 |                                 | Swimming for Gold                    | Claire Carpenter                               |                 |
| 2021 |                                 | Aileen Wuornos: American Boogeywoman | Aileen Wuornos                                 |                 |
| 2023 | Kegyes kis hazugság             | A Little White Lie                   | Sophie Firestone                               | Pekár Adrienn   |

### Televízió
| Év        | Magyar cím                               | Eredeti cím                       | Szerep                     | Megjegyzések                                                                                                |
| --------- | ---------------------------------------- | --------------------------------- | -------------------------- | --- |
| 2002      |                                          | As the World Turns                | kislány                    | 1 epizód |
| 2004      |                                          | All My Children                   | Bess                       | 1 epizód |
| 2007      | Saturday Night Live                      | Saturday Night Live               | kislány                    | 1 epizód |
| 2008      |                                          | Cashmere Mafia                    | Sasha Burden               | 4 epizód |
| 2008      | Csudalények – Minimentők                 | Wonder Pets                       | kismalac / csirke (hangja) | 1 epizód |
| 2009      | Gossip Girl – A pletykafészek            | Gossip Girl                       | kislány                    | 1 epizód |
| 2010      | A gyilkos ház                            | Secrets in the Walls              | Molly Easton               | tévéfilm |
| 2011      | Esküdt ellenségek: Különleges ügyosztály | Law & Order: Special Victims Unit | Larissa Welsh fiatalon     | 1 epizód |
| 2011–2015 | Jessie                                   | Jessie                            | Emma Ross                  | - főszereplő - magyar hangja: - Talmács Márta (1. évad) - Gulás Fanni (2. évad) - Pekár Adrienn (3–4. évad) |
| 2012      |                                          | The Dog Who Saved the Holidays    | Eve (hangja)               | tévéfilm |
| 2012      | Austin és Ally                           | Austin & Ally                     | Emma Ross                  | 1 epizód |
| 2013      |                                          | A Sister's Nightmare              | Emily Ryder                | tévéfilm |
| 2013–2014 |                                          | Pass the Plate                    | önmaga                     | társ-házigazda (3-4. évad)                                                                                  |
| 2014      | Nem én voltam!                           | I Didn't Do It                    | Sherri                     | 1 epizód |
| 2014      | A Pókember elképesztő kalandjai          | Ultimate Spider-Man               | Emma Ross (hangja)         | - 1 epizód - magyar hangja: - Pekár Adrienn                                                                 |
| 2015      | K.C., a tinikém                          | K.C. Undercover                   | Emma Ross                  | 1 epizód |
| 2015–2021 | Kikiwaka tábor                           | Bunk’d                            | Emma Ross                  | - főszereplő - magyar hangja: - Pekár Adrienn (1–3. évad) - Magyar Viktória (5. évad)                       |
| 2018      |                                          | Happy Together                    | Sierra                     | 1 epizód |
| 2018–2019 | Könnyű, mint a pehely                    | Light as a Feather                | Olivia Richmond            | - főszereplő - magyar hangja: - Pekár Adrienn                                                               |
| 2019      |                                          | Project Runway All Stars          | önmaga                     | vendég zsűritag (1 epizód)                                                                                  |
| 2019–2025 | Cobra Kai                                | Cobra Kai                         | Tory Nichols               | - visszatérő szereplő (2–3. évad) - főszereplő (4. évadtól) - magyar hangja: - Gáspár Kata                  |
| 2020      |                                          | Group Chat                        | önmaga                     | talk show (1 epizód)                                                                                        |
| 2020      | Robotcsirke                              | Robot Chicken                     | Sabrina Spellman (hangja)  | 1 epizód |
| 2020      | A filter mögött                          | Nickelodeon's Unfiltered          | önmaga                     | - 1 epizód - magyar hangja: - Pekár Adrienn                                                                 |
| 2023–     |                                          | School Spirits                    | Maddie Nears               | főszereplő                                                                                                  |

## Fordítás
- Ez a szócikk részben vagy egészben  a   Peyton List (actress, born 1998) című angol Wikipédia-szócikk fordításán alapul.  Az eredeti cikk szerkesztőit annak laptörténete sorolja fel. Ez a jelzés csupán a megfogalmazás eredetét és a szerzői jogokat jelzi, nem szolgál a cikkben szereplő információk forrásmegjelöléseként.